# Alfons Cuypers
Petrus Joseph Alfons Cuypers SMM (* 1. April 1903 in Schinnen; † 28. Juli 1982 ebenda) war ein niederländischer römisch-katholischer Ordensgeistlicher und Apostolischer Präfekt von Vichada.

## Leben
Alfons Cuypers trat am 15. August 1922 der Ordensgemeinschaft des Montfortaner bei und legte 1923 die Profess ab. Am 2. Juni 1928 empfing er das Sakrament der Priesterweihe. Papst Johannes XXIII. bestellte ihn am 22. Januar 1963 zum Apostolischen Präfekten von Vichada. Cuypers nahm an der dritten Sitzungsperiode des Zweiten Vatikanischen Konzils teil.
Am 28. März 1969 nahm Papst Paul VI. das von Alfons Cuypers vorgebrachte Rücktrittsgesuch an. Cuypers starb im Juli 1982 in Schinnen im Alter von 79 Jahren und wurde in Schimmert beigesetzt.